# Lidia Fidura
Lidia Fidura est une boxeuse polonaise née le 1er juillet 1990 à Ruda Śląska.

## Carrière
Sa carrière amateur est principalement marquée par une médaille de bronze remportée aux Jeux européens de Bakou en 2015 dans la catégorie poids moyens malgré sa défaite en demi-finale contre la suédoise Anna Laurell et une médaille de bronze remportée aux Championnats d'Europe de boxe amateur femmes 2018 à Sofia et aux Championnats du monde féminins de boxe amateur 2022 dans la catégorie des poids lourds.

## Palmarès

### Jeux européens
- Médaille de bronze en -75 kg en 2015 à Bakou,  Azerbaïdjan